# Relations entre la Hongrie et la Tchéquie
Les relations entre la Tchéquie et la Hongrie se réfèrent aux relations bilatérales entre la Tchéquie et la Hongrie. Les relations diplomatiques modernes entre les deux pays ont commencé en 1992. La Tchéquie a une ambassade à Budapest et la Hongrie a une ambassade à Prague. Les deux pays sont membres à part entière de l'Union européenne, de l'OTAN et du groupe de Visegrad.

## Histoire

### Moyen Âge
Le royaume de Bohême et le royaume de Hongrie signent en 1335 une alliance commerciale (avec aussi le royaume de Pologne). À la fin du XVe siècle, la maison Jagellon, par le biais des règles de succession, réunit les deux royaumes sous une même couronne mais ils restent tous deux indépendants et ne sont donc pas réellement fusionnés.  

### De la domination des Habsbourg à l'Autriche-Hongrie
En 1526, la Hongrie est conquise en grande partie par l'Empire ottoman. La mort du roi Louis II Jagellon (aussi souverain du royaume de Bohême) au combat amène son beau-frère Ferdinand Ier sur les deux trônes. Les deux royaumes ont donc officiellement le même souverain. Le royaume de Bohême garde son autonomie mais la perd à la suite de la guerre de Trente Ans. En 1683, les Habsbourg renforcent leur emprise sur la Hongrie en prenant contrôle des terres abandonnées par les ottomans. Les deux pays sont désormais complètement sous la domination habsbourgeoise. 

### De l'Autriche-Hongrie à la Première guerre mondiale (1867-1918)
Bien que réprimées, les révoltes des peuples tchèques et hongrois durant le Printemps des peuples affaiblissent l'Empire autrichien. En 1867, l'aristocratie hongroise arrive à négocier un compromis avec l'Autriche qui fait de l'Empire une double-monarchie, avec une certaine autonomie laissée à la Hongrie. Les tchèques sont laissés de côté par cet accord et leur nationalisme se renforce. Dans la doctrine de ce dernier, la Hongrie est désormais considérée comme un ennemi. 

### Entre-deux-guerres et second conflit mondial
À la conférence de la paix, la délégation tchèque, associée à la délégation slovaque obtient la création de la Tchécoslovaquie, dont le territoire empiète largement sur les anciennes frontières de la Hongrie. Le traité de Trianon entérine cet état de fait. La Hongrie le dénonce durant tout l'entre-deux-guerres. C'est pour cette raison qu'elle se rapproche de l'Italie fasciste puis de l'Allemagne nazie. Elle obtient aux accords de Munich de petites parties du territoire tchécoslovaque.

### De 1945 à la fin de la guerre froide
Après-guerre, les hongrois de Slovaquie, considérés comme étant une menace par les autorités tchécoslovaques, sont expulsés sans dédommagement. Durant toute la domination soviétique sur les deux États, le sujet est mis sous le tapis mais reste présent dans les mémoires des expulsés.

## Relations contemporaines
La coopération qui s'engage entre les deux pays après 1992 est ainsi parfois entachée par des polémiques relatives aux décréts d'expulsion. Les relations des deux pays sont cependant globalement cordiales et depuis la création du groupe de Visegrad en 1991, ils ont été des piliers moteurs de l'intégration des PECO à l'Union européenne et à l'OTAN. 